# ألفارو جيفارا
ألفارو جيفارا (بالإسبانية: Álvaro Guevara) هو رسام تشيلي، ولد في 13 يوليو 1894 في فالبارايسو في تشيلي، وتوفي في 11 أكتوبر 1951 في آكس أون بروفانس في فرنسا.